# Славомір Місяк
Славомір Марек Місяк (пол. Sławomir Marek Misiak; нар. 1975, Соколув-Підляський) — польський дипломат. Генеральний Консул Республіки Польща у Луцьку (2020—2024).

## Життєпис
Славомир Місяк народився у 1975 році в місті Соколув-Підляського Підляського воєводства. Закінчив міжнародні відносини у Варшавському університеті. Він також вивчав елліністику та тюркологію у Варшавському університеті, також був стипендіатом університету Пандіо в Афінах.
З 2000 року на дипломатичній службі в Міністерстві закордонних справ Польщі. Він був спостерігачем на виборах у Боснії та Герцеговині, Косові, Україні та РФ. Він працював, серед інших в Дипломатичному протоколі, Східному департаменті. Також працював у консульських установах в Афінах, Празі, Баку та Бресті.
У 2013—2018 рр. — Генеральне консульство Республіки Польща у Бресті.
У 2018—2020 рр. — Перший радник консульського відділу Департаменту особистого руху Міністерства закордонних справ Республіки Польща.
1 серпня 2020 р. — 2024 р. — генеральний консул Республіки Польща у Луцьку.